# Ígor Bóiev
Ígor Ivànovitx Bóiev (en rus Игорь Иванович Боев) (Vorónej, 22 de novembre de 1989) és un ciclista rus, professional des del 2012 i actualment a l'equip Gazprom-RusVelo.

## Palmarès
- 2007
  - Vencedor d'una etapa de la Volta a la regió de Łódź
- 2012
  -  Campió de Rússia en Critèrium
  - 1r al Gran Premi de la vila de Nogent-sur-Oise
  - 1r a la Mayor Cup
  - 1r als Cinc anells de Moscou i vencedor d'una etapa
  - Vencedor d'una etapa al Tour de Loir i Cher
- 2014
  - Vencedor de 2 etapes al Gran Premi d'Adiguèsia
  - Vencedor de 2 etapes als Cinc anells de Moscou
  - Vencedor d'una etapa al Volta al Caucas